# Marta Minujín
Marta Minujín (nascida em 1943) é uma artista conceitual e performática argentina.

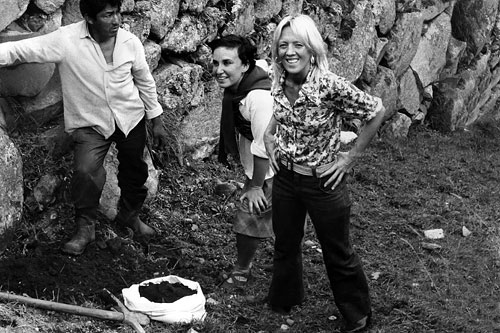
Comunicando-se com a Terra, no fim dos anos 1970

Marta Minujín nasceu no bairro de San Telmo, em Buenos Aires . Seu pai era um médico judeu e sua mãe uma dona de casa de ascendência espanhola. Ela conheceu um jovem economista, Juan Carlos Gómez Sabaini, e se casou com ele em segredo em 1959. O casal tem dois filhos. Como aluna do Instituto Nacional de Arte da Universidade, ela expôs pela primeira vez em um show de 1959 no Teatro Agón. Uma bolsa da National Arts Foundation permitiu que ela viajasse para Paris como uma das jovens artistas argentinas apresentadas em Pablo Curatella Manes e Trinta argentinos da nova geração, uma exposição de 1960 organizada pelo proeminente escultor e jurado da Bienal de Paris .
Quando esteve em Paris, Minujín se inspirou no trabalho experimental dos Nouveaux Réalistes. Por essa influência, Minujín organizou uma exposição em 1962 durante a qual queimou publicamente suas pinturas. Seu tempo em Paris também a inspirou a criar "esculturas habitáveis", notadamente La Destrucción, em que ela montou colchões ao longo do Impasse Roussin, apenas para convidar outros artistas de vanguarda em sua comitiva, incluindo Christo e Paul-Armand Gette, para destruir a exposição. Esta criação de 1963 seria um de seus primeiros "Happenings" – eventos como obras de arte em si; entre seus anfitriões durante sua estada esteve o ministro das Finanças, Valéry Giscard d'Estaing (mais tarde presidente da França).
Ganhou o Prêmio Nacional em 1964 no Instituto Torcuato di Tella de Buenos Aires, onde preparou dois happenings: Eróticos en technicolor e o interativo Revuélquese y viva. Sua Cabalgata foi ao ar na Televisão Pública naquele ano, e envolvia cavalos com baldes de tinta amarrados às caudas. Essas exibições a levaram à vizinha Montevidéu, onde organizou Sucesos no Estádio Tróccoli da capital uruguaia com 500 galinhas, artistas de formas físicas contrastantes, motocicletas e outros elementos.